# Carroll megye (Virginia)
Carroll megye az Amerikai Egyesült Államokban, azon belül Virginia államban található. Megyeszékhelye és legnagyobb városa Hillsville. Lakosainak száma 29 155 fő (2020. április 1.). Carroll megye Pulaski, Galax, Grayson, Wythe, Floyd, Patrick és Surry megyékkel határos.

## Népesség
A megye népességének változása:
| Lakosok száma | 30 045 | 30 043 | 29 923 | 29 883 | 29 724 | 29 155 |
|               | 2010   | 2011   | 2012   | 2013   | 2015   | 2020   |